# Clan Hoshina
Il clan Hoshina (保科氏?, Hoshina-shi) fu un clan Giapponese della provincia di Shinano che dichiarava la propria discendenza dall'Imperatore Seiwa tramite Minamoto Yorisue. Divennero noti durante il periodo Sengoku quali importanti servitori del clan Takeda. Nel periodo Edo il clan si divise in due linee di famiglie daimyō: una governò il dominio di Aizu (Mutsu, 230 000 koku), l'altra il dominio di Iino (Kazusa, 20 000 koku) che discendeva da Hoshina Masasada, secondo figlio di Hoshina Masanao. Gli Aizu-Hoshina discendevano da Hoshina Masayuki, un figlio di Tokugawa Hidetada, adottato da Hoshina Masamitsu.
Matsudaira Katamori e Hoshina Masaari, due figure di spicco del periodo Bakumatsu, furono membri del clan Hoshina.

## Capi famiglia
1. Hoshina Tadanaga
2. Hoshina Naganao
3. Hoshina Nagatoki
4. Hoshina Mitsutoshi
5. Hoshina Masatomo
6. Hoshina Masatoshi
7. Hoshina Masanori
8. Hoshina Masatoshi (1509-1593)
9. Hoshina Masanao (1542-1601)
10. Hoshina Masamitsu (1561-1631)
11. Hoshina Masayuki (1611-1673)
12. Hoshina Masatsune (1647–1681)
13. Hoshina Masakata (1665–1715)
14. Hoshina Masataka (1694–1738)
15. Hoshina Masahisa (1704–1739)
16. Hoshina Masanori (1752–1815)
17. Hoshina Masayoshi (1775–1844)
18. Hoshina Masamoto (1801–1848)
19. Hoshina Masaari
20. Hoshina Masaaki
21. Hoshina Mitsumasa
22. Hoshina Masaoki
23. Hoshina Masanobu